# Amanda (Filmpreis)/Beste Filmmusik
Amanda: Beste Filmmusik
Gewinner und Nominierte in der Kategorie Beste Filmmusik (Årets musikk) seit der ersten Verleihung des nationalen norwegischen Filmpreises. Ausgezeichnet werden die besten einheimischen Komponisten des vergangenen Kinojahres.
Die unten aufgeführten Filme werden mit ihrem Originaltitel und Verleihtitel (sofern ermittelbar) angegeben, davor steht der Name der Komponisten.

## Preisträger/-innen und Nominierte von 2008 bis 2019
2008
Mari Boine – Kautokeino-opprøret
John Erik Kaada – Natural Born Star
Bjørnar Johnsen – Radiopiratene

2009
Johan Söderqvist – Troubled Water (DeUSYNLIGE)
Forente Minoriteter – 99% ærlig
Ola Kvernberg – Nord

2010
Thomas Dybdahl – Rottenetter
Trond Bjerknæs – Pelle Politibil går i vannet
Ragnar Bjerkreim – Yohan – Barnevandrer

2011
Johan Söderqvist – King of Devil’s Island (Kongen av Bastøy)
Johan Söderqvist – Limbo
Stein Berge Svendsen – Happy Happy

2012
Peder Kjellsby – Varg Veum – Den Tod vor Augen (Varg Veum – De døde har det godt)
Knut Avenstroup – Fuck Up
Ginge Anvik – Mach’ mich an, verdammt nochmal! (Få meg på, for faen)
Gisle Martens Meyer – Pushwagner

2013
Ola Kvernberg – Chasing the Wind (Jag etter vind)
Henrik Skram – 90 minutter
Thomas Dybdahl – Abenteuerland (Eventyrland)

2014
Armand Amar – Tausendmal gute Nacht (Tusen ganger god natt)
Niclas Fransson und Ulf Turesson – Hokus Pokus Willi Wiberg (Hokus pokus Albert Åberg)
Stein Johan Grieg Halvorsen und Eyvind Andreas Skeie – Natt til 17.

2015
Nicholas Sillitoe – Dirk Ohm – Illusjonisten som forsvant
John Erik Kaada – 1001 Gramm (1001 Gram)
Nils Petter Molvaer – REMAKE.me

2016
Trond Bjerknæs – El clásico
Magnus Beite – The Wave – Die Todeswelle (Bølgen)
Kare Christoffer Vestrheim, Øystein Dolmen, Gustav Lorentzen – Zwei Freunde und ihr Dachs (Knutsen & Ludvigsen og den fæle Rasputin)

2017
Johan Söderqvist – The King’s Choice – Angriff auf Norwegen (Kongens nei)
Gaute Storaas – In the Forest of Huckybucky (Dyrene i Hakkebakkeskogen)
Kim Hiorthøy – The Rules for Everything

2018
Ola Fløttum – Thelma
Chirag Rashmikant Patel, Magdi Omar Ytreeide Abdelmaguid, Thomas Kongshavn – Adjø Montebello
Thomas Dybdahl – Now It’s Dark

2019
Kaspar Kaae – Pferde stehlen (Ut og stjæle hester)
Fay Wildhagen, Øyvind Mathisen – Harajuku
David Stephen Grant – Når jeg faller

## Preisträger/-innen und Nominierte ab 2020
2020
Peder Kjellsby, Arnaud Fleurent-Didier – Barn
Ginge Anvik – Espen und die Legende vom goldenen Schloss – The Ash Lad II – In Search of the Golden Castle (Askeladden – I Soria Moria slott)
Marcus Paus – Mortal (Torden)
2021
Thomas Dybdahl – Tottori! – Kopfüber ins Abenteuer (Tottori! Sommeren vi var alene)
Johan Söderqvist – Betrayed (Den største forbrytelsen)
Kåre Vestrheim – Ninjababy
2022
Jørund Fluge Samuelsen – Alle hassen Johan (Alle hater Johan)
Ola Fløttum – Der schlimmste Mensch der Welt (Verdens verste menneske)
Pessi Levanto – The Innocents (De uskyldige)
2023
Elina Waage Mikalsen, Evelina Petrova, Viktor Bomstad, Franciska Seifert Eliassen und Matias Frøystad – Sister, What Grows Where Land is Sick? (Den siste våren)
Ola Fløttum, Pessi Levanto – Ellos Eatnu – Let The River Flow (Ellos eatnu – La elva leve)
Kåre Christoffer Vestrheim – Titina – Ein tierisches Abenteuer am Nordpol
2024
Stein Johan Grieg Halvorsen, Eyvind Andreas Skeie, Kjartan Lauritzen und Anders Nilsen – Bukkene Bruse på Badeland 
Peder Kjellsby – Oslo-Stories: Sehnsucht (Sex)
Peter Raeburn – Håndtering av udøde
2025
Thomas Dybdahl – Alt skal bort 
Anna Berg – Oslo-Stories: Träume (Drømmer)
Röyksopp – Svein Berge und Torbjørn Brundtland – Stoltenberg: Facing War